# Tuncay Şanlı
Tuncay Şanlı (Sakarya, Turquía, 16 de enero de 1982), más conocido como Tuncay, es un exfutbolista turco. Jugaba de delantero y su último equipo fue el Pune City de la Superliga de India.

## Trayectoria
Tuncay empezó su carrera profesional en el Sakaryaspor, un equipo de la segunda división turca.
En 2002 ficha por el Fenerbahçe. Empezó jugando de extremo derecho, y finalmente fue alineado la mayoría de las veces como extremo izquierdo. 
Fue uno de los mejores delanteros del Fenerbahçe, ya que marcó una gran cantidad de goles. Es el máximo goleador en la historia del Fenerbahçe en la Liga de Campeones de la UEFA con 12 goles, además de ser el primer jugador turco en hacer una tripleta en esa competición. Fue en el partido Fenerbahçe 3 - 0 Manchester United en el año 2004, convirtiéndose junto con Ronaldo en el único jugador en marcar tres goles al equipo inglés en Champions.
Los aficionados del club turco le apodaron Cesur Yürek (Corazón valiente) y Fenerbahçe'nin Yureği (El corazón del Fenerbahçe). 
El 4 de julio de 2007 Şanlı es fichado por el Middlesbrough y se marcha a jugar a la Premier League. Debutó con este equipo el 15 de julio en un partido amistoso contra el FC Schalke 04.
Tuncay Şanlı no empezó muy bien en la Premier ya que en sus 12 primeros partidos no consiguió marcar. Su primer gol llegó el 1 de diciembre de 2007 contra el Reading. Al finalizar la temporada Şanlı sumó 8 goles en la Premier League.
En agosto del 2009 es fichado por el Stoke City por una cuota de 5,000,000 de libras. Hizo su debut frente al Sunderland, en una victoria de su club. En enero de 2011 es traspasado al VfL Wolfsburgo alemán; y después de este pequeño paso por la liga alemana, es cedido al Bolton Wanderers inglés, regresando así a la Premier League, donde estuvo hasta mitades de 2012, cuando se fue al Bursaspor. A mediados de 2016 se convirtió en jugador del Pune City de India, el cual sería su último equipo.

## Selección nacional
Ha sido internacional con la Selección de fútbol de Turquía en 80 ocasiones. Su debut como internacional se produjo en noviembre de 2002 en un partido contra Italia.
Participó con su selección en la Copa FIFA Confederaciones 2003 donde realizó un gran trabajo dando una asistencia y marcando 3 goles, lo que le supuso ser galardonado con el Balón de Plata del torneo, premio concedido al ser elegido como segundo mejor jugador.
Fue convocado para participar en la Eurocopa 2008. Fue un fijo en su equipo, jugando cuatro partidos y terminando el partido ante la República Checa como portero. El único partido que no disputó fue el de la semifinal contra Alemania al ser suspendido por acumulación de tarjetas amarillas.

## Clubes
| Club             | País       | Año        |
| ---------------- | ---------- | ---------- |
| Sakaryaspor      | Turquía    | 2000-2002  |
| Fenerbahçe SK    | Turquía    | 2002-2007  |
| Middlesbrough FC | Inglaterra | 2007- 2009 |
| Stoke City       | Inglaterra | 2009-2011  |
| VfL Wolfsburg    | Alemania   | 2011-      |
| Bolton Wanderers | Inglaterra | 2011-2012  |
| Bursaspor        | Turquía    | 2012-      |

## Palmarés

### Campeonatos nacionales
| Título               | Club          | País    | Año  |
| -------------------- | ------------- | ------- | ---- |
| Superliga de Turquía | Fenerbahçe SK | Turquía | 2004 |
| Superliga de Turquía | Fenerbahçe SK | Turquía | 2005 |
| Superliga de Turquía | Fenerbahçe SK | Turquía | 2007 |
| Supercopa de Turquía | Fenerbahçe SK | Turquía | 2007 |

### Distinciones individuales
| Distinción                                     | Año  |
| ---------------------------------------------- | ---- |
| Balón de plata de la Copa FIFA Confederaciones | 2003 |